# فرودگاه دوبرینسکوی
فرودگاه دوبرینسکوی (به انگلیسی: Dobrynskoye) یک فرودگاه نظامی است که یک باند فرود بتن دارد و طول باند آن ۲۵۰۰ متر است. این فرودگاه در شهر ولادیمیر کشور روسیه قرار دارد و در ارتفاع ۱۳۱ متری از سطح دریا واقع شده‌است.